# Per Lundkvist
Per Inge Ingesson Lundkvist (Karlstad, 26 de maig de 1916 - Nynäshamn, 27 d'octubre de 1999) fou un compositor, educador musical, director d'orquestra, organista i pianista suec.

## Biografia
Lundkvist va començar la seva carrera musical als 17 anys com a voluntari musical als Hússars del Regiment de Vida (K 3) el 1933.Durant els seus estudis a l'Acadèmia de la Música a la dècada del 1940, Lundkvist va formar el Quartet Arion, un grup de cantants que va fer gires domèstiques i a l'estranger durant uns quants anys. Durant els anys 1940–42, Lundkvist va treballar com a répétiteur a l'Òpera Reial i a l'Òpera Universitària. Per Lundkvist va debutar com a director d'orquestra a Sveriges Radio ek 1940; va dirigir tant la Radiotjänsts Kabaretorkester com l'Orquestra Simfònica de la Ràdio Sueca. Va ser també organista i director de corals, així com director de l'escola de música durant un temps. Lundkvist va escriure unes 20 suites d'orquestra, dos concerts de piano, obres corals, cançons infantils i poemes tonals entre d'altres. Bo Bergman i Erik Axel Karlfeldt li van escriure peces i marxes per a solista. Hi ha aproximadament 250 treballs registrats de Per Lundkvist. Va fer també uns 20 enregistraments, amb solistes com Rolf Björling, Conny Söderström i Raymond Björling i el 1996 un CD amb el Cor de Música d'Estocolm Tre Kronor,Nils-Gunnar Burlin i amb Robert Wells al piano.
La seva neta és la cantautora sueca Anna Pernilla Bäckman.